# Чооду, Кидиспей Дагбаевич
Кидиспей Дагбаевич Чооду (1908—1946) — первый тувинский лётчик, основатель тувинской авиации.

## Биография
Родился 5 мая 1908 года в местечке Хараалыг села Берт-Даг Тес-Хемского кожууна в семье скотовода.
В 1928—1930 годах служил в РККА, после окончания службы вернулся на родину. Работал секретарем народного революционного штаба. В 1937 году окончил Оренгбургское авиационное училище (ныне Оренбургское высшее военное авиационное Краснознамённое училище лётчиков), получив звание старшего лейтенанта. В 1943 году стал майором.
Вернувшись в Туву занялся созданием авиационного звена Революционной армии Тувинской народной республики: организовал курсы по подготовке пилотов и авиационных техников, участвовал в строительстве в республике взлетно-посадочной площадки, ангара и других сооружений будущего аэродрома.
В 1940 году Тува получила подарок от СССР — два самолёта, первый из которых переправил в республику Кидиспей Чооду. Началось полноценное обучение тувинцев лётному дела, преподавателем которого стал сам Чооду. Лучшие из его учеников были отправлены в другие летные училища СССР. В 1941 году в Кызыле появилась полноценная группа из четырёх авиаторов-тувинцев.
Тяжело заболев туберкулёзом, Кидиспей Дагбаевич Чооду умер 17 декабря 1946 года. Был похоронен на старом кладбище города рядом со своей женой Чаткар. Их могилы не сохранились.
Был награждён орденом Республики и орденом Труда, а также медалью «За победу над Германией в Великой Отечественной войне 1941—1945 гг.».
В 2018 году у входа в аэропорт Кызыла Кидиспею Чооду был открыт памятник.